# Дмитрюк, Пётр Андреевич
Петр Андреевич Дмитрюк (1896, Люботин, Харьковская губерния — 1970, Люботин) —  советский государственный деятель, железнодорожник, начальник Южной железной дороги (1945—1954).

## Биография
Родился в семье машиниста железнодорожных поездов. Окончил реальное училище в городе Кременчуге.
Трудовую деятельность начал в 1914 году в управлении Владикавказской железной дороги. Работал конторщиком, счетоводом, начальником быстрых поездов. Затем — старший помощник начальника станции Ростов-на-Дону, диспетчер управления дороги, старший диспетчер Северо-Кавказского округа путей сообщения.
С 1921 года — диспетчер, старший диспетчер отделения, руководитель группы организации перевозок, заместитель начальника отдела эксплуатации района железной дороги в городе Кременчуг Полтавской области.
В 1932 году окончил курсы инженеров Народного комиссариата путей сообщения СССР.
В 1932—1936 годах — старший диспетчер на Куйбышевской железной дороге, заместитель начальника отделения.
Член ВКП (б) .
В 1936—1941 годах — заместитель начальника Люботинского отделения движения Южной железной дороги; заместитель начальника Роменского отделения движения Южной железной дороги; исполняющий обязанности начальника Основянского отделения движения Южной железной дороги; начальник службы движения Южной железной дороги.
В 1941—1945 годах — заместитель начальника Пензенской железной дороги; заместитель начальника Ленинградской железной дороги.
В 1945—1954 годах — начальник Южной железной дороги .
С 1954 года — преподаватель Харьковского института железнодорожного транспорта.

## Звания
- генерал-директор движения III ранга (29.07.1945)
- генерал-директор движения II ранга (.05.1949)

## Награды
- орден Ленина
- два ордена Трудового Красного Знамени
- орден Красной Звезды
- медали